# Henri Kontinen
Henri Kontinen, född 19 juni 1990 i Helsingfors, är en finländsk högerhänt tennisspelare. 
Henri Kontinen har bott i bland annat Tammerfors, Esbo, Uppsala och Tjeckien. 

## Karriär
Kontinen började spela tennis när han var tre år. Petri Kiikkinen var hans tränare när Kontinen var liten. Han nådde en finalplats i Wimbledonmästerskapens pojksingel 2008. 
I januari 2017 vann Kontinen och John Peers dubbeln vid Australiska öppna efter att ha besegrat Bob och Mike Bryan i finalen. I april 2017 blev Kontinen världsetta i dubbel och blev samtidigt den första spelaren från Finland att nå den positionen.